# Єтебулак
Єтебула́к (рос. Етебулак, башк. Етебүләк) — присілок у складі Кугарчинського району Башкортостану, Росія. Входить до складу Кугарчинської сільської ради.
До 10 вересня 2007 року називався прсілок Давлеткулово-2.
Населення — 131 особа (2010; 134 в 2002).
Національний склад:
- башкири — 79%